# Kharan
Kharan (urdu: خاران‬) – miasto w Pakistanie, w prowincji Beludżystan. W 2017 roku liczyło 44 655 mieszkańców.